# Подгор'є (Камник)
Подгор'є (словен. Podgorje) — поселення в общині Камник, Осреднєсловенський регіон, Словенія. Висота над рівнем моря: 376,7 м.